# Monique David-Ménard
Pour les articles homonymes, voir Monique David, David et Ménard.
Monique David-Ménard est une philosophe et essayiste française. Elle est professeure émérite à l'université Paris-Diderot, où elle a dirigé le Centre d'études du vivant, et psychanalyste, membre associée de la Société de psychanalyse freudienne (SPF).

## Biographie
Elle est agrégée de philosophie et soutient une thèse de doctorat en psychopathologie clinique et psychanalyse intitulée Pour une épistémologie de la métaphore biologique en psychanalyse : la conversion hystérique, sous la direction de Pierre Fédida en 1978, à l'université Paris 7. Elle soutient une thèse d'État en philosophie intitulée Raison et délire, Kant lecteur de Swedenborg, dirigée par Jean-Marie Beyssade, en 1990, à l'université Paris IV. Elle est habilitée à diriger des recherches en 1996 (université Paris-Diderot).
Monique David Ménard a une carrière de professeure de philosophie (classes préparatoires, Centre d’études du vivant, université Paris-Diderot, Collège international de philosophie). Elle est cofondatrice de la Société internationale Psychanalyse/ philosophie (2008-)  et depuis 2016 Membre associée de L’institut de recherche en sciences de la culture (ICI-Berlin).
Psychanalyste, elle fut membre de l’Ecole freudienne de Paris (1979-1980), du Centre de formation et de recherches psychanalytiques (CFRP 1982-1994) et depuis 1994 membre associée de la Société de psychanalyse freudienne (SPF).

## Publications
- Pour une épistémologie de la métaphore biologique en psychanalyse : la conversion hystérique
- Raison et délire
- La Folie dans la raison pure. Kant lecteur de Swedenborg, Paris, Vrin, 1990.  (ISBN 978-2711610372)
- Tout le plaisir est pour moi, Paris, Hachette Littératures, 2001.
- Les pulsions sexuelles ignorent-elles l'esprit ?
- Corps et langage en psychanalyse. L'Hystérique entre Freud et Lacan. 1ère édition 1983 Universitaire. Réédition Éditions Campagne Première 2016.
- Les constructions de l'universel : psychanalyse, philosophie, Paris, PUF, 1997. Réédition PUF (Quadrige) 2009.
- Deleuze et la psychanalyse, Paris, PUF, 2005
- Éloge des hasards dans la vie sexuelle. Hermann 2011.
- La Vie sociale des choses. L'animisme et les objets. Éditions du Bord de l'eau. 2020.